# L'affare della Sezione Speciale
L'affare della Sezione Speciale (Section spéciale) è un film del 1975 diretto da Costa-Gavras, vincitore ex aequo del premio per la miglior regia al 28º Festival di Cannes.

## Trama
Francia, agosto 1941. Durante l'occupazione nazista, un giovane ufficiale di Marina tedesco viene assassinato a Parigi da un gruppo di giovani comunisti. Il governo collaborazionista di Vichy cerca di placare i tedeschi, emanando una legge che sanziona duramente i delitti politici. Alla legge viene posta una data anteriore all'attentato di Parigi e, in spregio ai più elementari valori giuridici, ad essa è attribuita efficacia retroattiva.
Allo scopo di dare una parvenza di legalità a quella che è in effetti una rappresaglia, all'indomani della sua approvazione, la legge è applicata presso la corte d'appello di Parigi, dove è istituita un'apposita "Sezione speciale". Questa Sezione è costituita da giudici politicamente schierati con la destra più conservatrice, per la maggior parte troppo ambiziosi, codardi o inumani per rifiutarsi di applicare una legge giuridicamente ripugnante. La Sezione, che giudica in unico grado e quindi senza alcuna possibilità di impugnare le sue decisioni, è quindi chiamata a giudicare dodici prevenuti già in carcere per le più varie imputazioni, sempre di carattere politico, e uno di questi è già stato condannato dal tribunale di Parigi per i medesimi reati, ma a una pena ben più lieve di quelle che vengono comminate dalla nuova legge. Il mandato assegnato alla Sezione dal governo di Vichy, è di condannare sei imputati alla pena di morte. Grazie al coraggio di alcuni dei giovani avvocati nominati di ufficio e alla fermezza di uno dei magistrati giudicanti, la Sezione non riesce a condannare a morte che tre degli imputati. Ma una nota alla fine del film ci avverte che anche quelli "sfuggiti" alla condanna alla pena capitale saranno in seguito uccisi in carcere o moriranno in campo di concentramento.

## Produzione
Co-produzione tra Francia, Italia e Germania Ovest, il film fu prodotto dalle francesi K.G. Productions, Les Productions Artistes Associés e Reggane Films, insieme a Janus Film und Fernsehen e Goriz Films.
Uno dei produttori del film fu l'attore Jacques Perrin che, per se, si ritagliò il ruolo del giovane avvocato che difende uno degli imputati.

## Distribuzione
Il film, distribuito dall'United Artists, uscì nelle sale francesi il 23 aprile 1975.

### Critica
La sceneggiatura di Jorge Semprún dimostra come le fiamme del totalitarismo debbano essere nutrite, anche con sangue innocente: è in special modo conveniente per il governo se gli accusati sono completamente sacrificabili, anche se vistosamente innocenti.

## Riconoscimenti
- Festival di Cannes 1975: miglior regista